# Karel Ludvík Rakousko-Uherský
Karel Ludvík (Karl Ludwig Joseph Maria) (30. července 1833 zámek Schönbrunn – 19. května 1896 Vídeň) byl rakouský arcivévoda, mladší bratr rakouského císaře Františka Josefa I. a mexického císaře Maxmiliána I.

## Původ
Narodil se ve Vídni, jako syn rakouského arcivévody Františka Karla (1802–1878) a jeho manželky Žofie Bavorské (1805–1872), dcery bavorského krále Maxmiliána I. Josefa.

## Život
Karel Ludvík již od dětství žil ve stínu svých starších bratří Františka Josefa a Maxmiliána. Nijak zvlášť se nezajímal ani o politiku, ani o svou vojenskou kariéru, ve které to roku 1884, jak se slušelo na člena císařského domu, dotáhl na generála kavalerie. Stal se místodržícím v Tyrolsku a Vorarlbersku, kde se však stal sympatizantem konzervativních klerikálů, kteří nesouhlasili s protestantským patentem, zakotveným do nové ústavy. Z toho důvodu se rozhodl roku 1861 ze své funkce odstoupit a do budoucna se zřekl jakéhokoliv dalšího politického působení. Propříště vystupoval pouze jako reprezentant císařského domu při nejrůznějších slavnostních příležitostech a výstavách, čímž si vysloužil nepříliš lichotivou přezdívku „výstavní arcivévoda“. V roce 1889, po sebevraždě korunního prince Rudolfa, se stal prvním následníkem trůnu a zastupoval císaře i na zahraničních cestách. Oficiálně však následníkem trůnu nikdy jmenován nebyl a vzdal se svých práv ve prospěch svého nejstaršího syna Františka Ferdinanda.
Roku 1896 vykonal, jakožto velmi hluboce věřící člověk, pouť do Svaté země. Zde se napil vody z Jordánu a v důsledku toho nakazil tyfem, na jehož následky po návratu z cesty ve Vídni 19. května 1896 zemřel. Je pohřben v Císařské hrobce ve Vídni v kryptě kapucínského kláštera.

## Rodina
Arcivévoda Karel Ludvík byl třikrát ženat a zplodil celkem šest dětí.
1) 4. listopadu 1856 si vzal v Drážďanech Markétu Saskou (1840–1858), dceru saského krále Jana I. Toto manželství bylo bez potomků.
2) 21. října 1862 si vzal v Benátkách Marii Annunciatu Neapolsko-Sicilskou (1843–1871), dceru krále Obojí Sicílie Ferdinanda II. Z tohoto manželství vzešly následující děti:
- František Ferdinand (18. prosince 1863 – 28. června 1914), následník Rakousko-Uherského trůnu; ⚭ 1900 Žofie Chotková (morganatický sňatek); roku 1914 byl i se svou ženou v Sarajevu zavražděn při atentátu, jenž byl bezprostřední příčinou vypuknutí I. světové války
- Ota František Josef (21. dubna 1865 – 1. listopadu 1906); ⚭ 1886 Marie Josefa Saská; vzhledem k tomu, že jeho starší bratr (a po smrti korunního prince Rudolfa následník trůnu) František Ferdinand se oženil morganaticky a jeho děti tudíž byly z následnictví vyloučeny, stal se Otův starší syn císařem
- Ferdinand Karel (27. prosince 1868 – 12. března 1915), ⚭ 1909 Bertha Czuber (morganatický sňatek)
- Markéta Sofie Rakouská (13. května 1870 – 24. srpna 1902), ⚭ 1893 vévoda Albrecht Württemberský (1865–1939). Zemřela, stejně jako její matka, na tuberkulózu.

3) 23. července 1873 si vzal v Kleinheubachu (Bavorsko) Marii Terezii Portugalskou (1855–1944), dceru portugalského prince a vzdorokrále Michala. Z tohoto manželství se narodily dvě dcery:
- Marie Annunciata (13. července 1876 – 8. dubna 1961), rakouská arcivévodkyně, abatyše Tereziánského ústavu šlechtičen v Praze
- Alžběta Amálie (7. července 1878 – 13. března 1960), rakouská arcivévodkyně, ⚭ 1903 Alois Maria Adolf z Lichtenštejna (17. června 1869 – 16. března 1955), lichtenštejnský princ a rytíř Řádu zlatého rouna

## Vývod z předků
|                           |                                        |  |                              |                                      |  |  |  |  |  |  |  | František I. Štěpán Lotrinský |
|                           |                                        |  |                              |                                      |  |  |  |  |  |  |  |                               |
|                           | Leopold II.                            |  |                              |                                      |  |  |  |  |  |  |  |                               |
|                           |                                        |  |                              |                                      |  |  |  |  |  |  |  |                               |
|                           |                                        |  |                              | Marie Terezie                        |  |  |  |  |  |  |  |                               |
|                           |                                        |  |                              |                                      |  |  |  |  |  |  |  |                               |
|                           | František I. Rakouský                  |  |                              |                                      |  |  |  |  |  |  |  |                               |
|                           |                                        |  |                              |                                      |  |  |  |  |  |  |  |                               |
|                           |                                        |  |                              | Karel III. Španělský                 |  |  |  |  |  |  |  |                               |
|                           |                                        |  |                              |                                      |  |  |  |  |  |  |  |                               |
|                           | Marie Ludovika Španělská               |  |                              |                                      |  |  |  |  |  |  |  |                               |
|                           |                                        |  |                              |                                      |  |  |  |  |  |  |  |                               |
|                           |                                        |  |                              | Marie Amálie Saská                   |  |  |  |  |  |  |  |                               |
|                           |                                        |  |                              |                                      |  |  |  |  |  |  |  |                               |
|                           | František Karel Habsbursko-Lotrinský   |  |                              |                                      |  |  |  |  |  |  |  |                               |
|                           |                                        |  |                              |                                      |  |  |  |  |  |  |  |                               |
|                           |                                        |  |                              | Karel III. Španělský                 |  |  |  |  |  |  |  |                               |
|                           |                                        |  |                              |                                      |  |  |  |  |  |  |  |                               |
|                           | Ferdinand I. Neapolsko-Sicilský        |  |                              |                                      |  |  |  |  |  |  |  |                               |
|                           |                                        |  |                              |                                      |  |  |  |  |  |  |  |                               |
|                           |                                        |  |                              | Marie Amálie Saská                   |  |  |  |  |  |  |  |                               |
|                           |                                        |  |                              |                                      |  |  |  |  |  |  |  |                               |
|                           | Marie Tereza Neapolsko-Sicilská        |  |                              |                                      |  |  |  |  |  |  |  |                               |
|                           |                                        |  |                              |                                      |  |  |  |  |  |  |  |                               |
|                           |                                        |  |                              | František I. Štěpán Lotrinský        |  |  |  |  |  |  |  |                               |
|                           |                                        |  |                              |                                      |  |  |  |  |  |  |  |                               |
|                           | Marie Karolína Habsbursko-Lotrinská    |  |                              |                                      |  |  |  |  |  |  |  |                               |
|                           |                                        |  |                              |                                      |  |  |  |  |  |  |  |                               |
|                           |                                        |  |                              | Marie Terezie                        |  |  |  |  |  |  |  |                               |
|                           |                                        |  |                              |                                      |  |  |  |  |  |  |  |                               |
| 'arcivévoda Karel Ludvík' |                                        |  |                              |                                      |  |  |  |  |  |  |  |                               |
|                           |                                        |  |                              |                                      |  |  |  |  |  |  |  |                               |
|                           |                                        |  | Kristián III. ze Zweibrücken |                                      |  |  |  |  |  |  |  |                               |
|                           |                                        |  |                              |                                      |  |  |  |  |  |  |  |                               |
|                           | Fridrich Michal Falcko-Zweibrückenský  |  |                              |                                      |  |  |  |  |  |  |  |                               |
|                           |                                        |  |                              |                                      |  |  |  |  |  |  |  |                               |
|                           |                                        |  |                              | Karolína Nasavsko-Saarbrückenská     |  |  |  |  |  |  |  |                               |
|                           |                                        |  |                              |                                      |  |  |  |  |  |  |  |                               |
|                           | Maxmilián I. Josef Bavorský            |  |                              |                                      |  |  |  |  |  |  |  |                               |
|                           |                                        |  |                              |                                      |  |  |  |  |  |  |  |                               |
|                           |                                        |  |                              | Josef Karel ze Sulzbachu             |  |  |  |  |  |  |  |                               |
|                           |                                        |  |                              |                                      |  |  |  |  |  |  |  |                               |
|                           | Marie Františka Falcko-Sulzbašská      |  |                              |                                      |  |  |  |  |  |  |  |                               |
|                           |                                        |  |                              |                                      |  |  |  |  |  |  |  |                               |
|                           |                                        |  |                              | Alžběta Augusta Falcko-Neuburská     |  |  |  |  |  |  |  |                               |
|                           |                                        |  |                              |                                      |  |  |  |  |  |  |  |                               |
|                           | Žofie Frederika Bavorská               |  |                              |                                      |  |  |  |  |  |  |  |                               |
|                           |                                        |  |                              |                                      |  |  |  |  |  |  |  |                               |
|                           |                                        |  |                              | Karel Fridrich Bádenský              |  |  |  |  |  |  |  |                               |
|                           |                                        |  |                              |                                      |  |  |  |  |  |  |  |                               |
|                           | Karel Ludvík Bádenský                  |  |                              |                                      |  |  |  |  |  |  |  |                               |
|                           |                                        |  |                              |                                      |  |  |  |  |  |  |  |                               |
|                           |                                        |  |                              | Karolína Luisa Hesensko-Darmstadtská |  |  |  |  |  |  |  |                               |
|                           |                                        |  |                              |                                      |  |  |  |  |  |  |  |                               |
|                           | Karolína Frederika Vilemína Bádenská   |  |                              |                                      |  |  |  |  |  |  |  |                               |
|                           |                                        |  |                              |                                      |  |  |  |  |  |  |  |                               |
|                           |                                        |  |                              | Ludvík IX. Hesensko-Darmstadtský     |  |  |  |  |  |  |  |                               |
|                           |                                        |  |                              |                                      |  |  |  |  |  |  |  |                               |
|                           | Amálie Frederika Hesensko-Darmstadtská |  |                              |                                      |  |  |  |  |  |  |  |                               |
|                           |                                        |  |                              |                                      |  |  |  |  |  |  |  |                               |
|                           |                                        |  |                              | Karolína Falcko-Zweibrückenská       |  |  |  |  |  |  |  |                               |
|                           |                                        |  |                              |                                      |  |  |  |  |  |  |  |                               |